# 滑雪升降装置

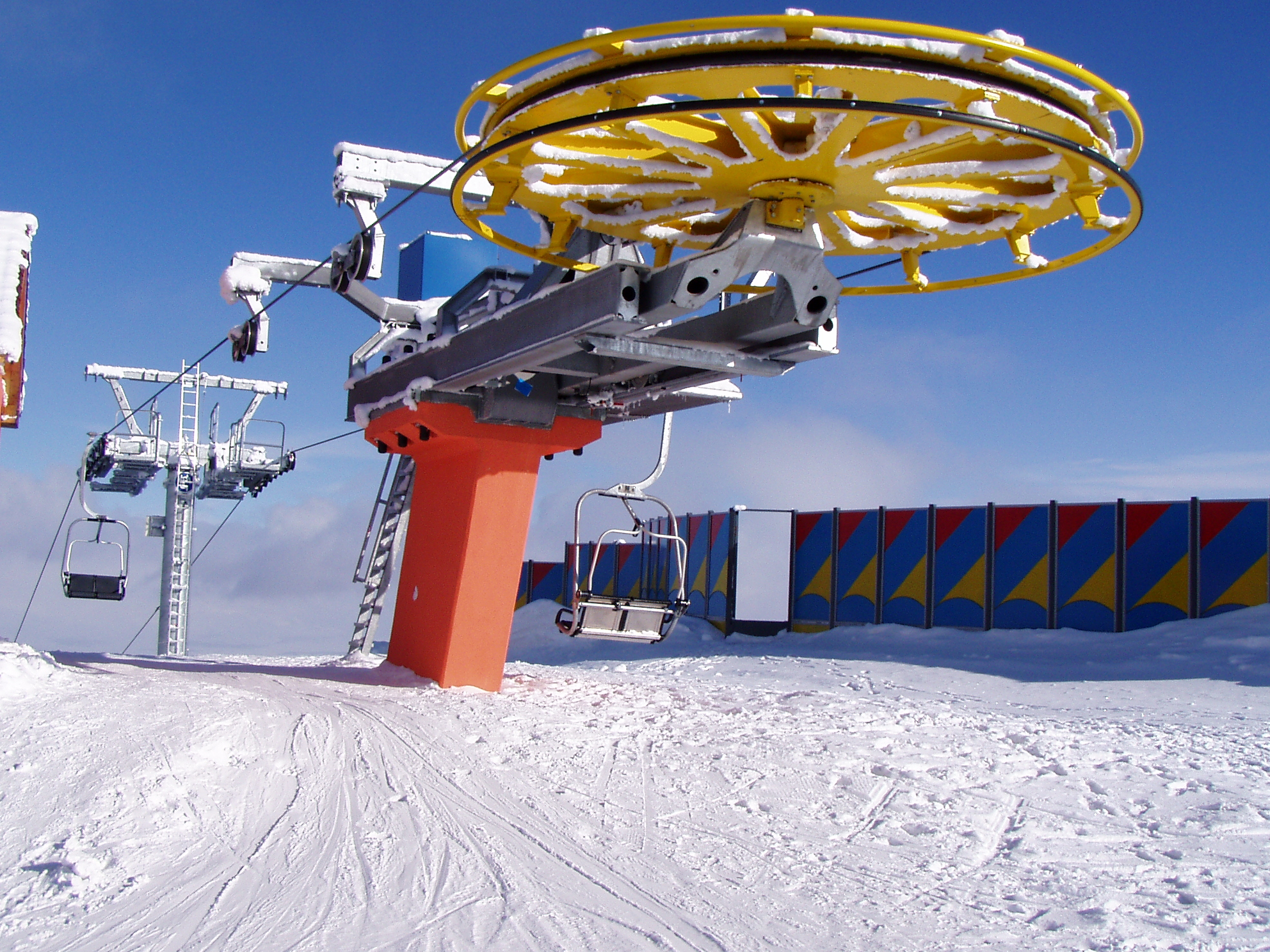
亞美尼亞特薩卡德蘇爾滑雪場內的滑雪索道。

滑雪升降装置，是運載滑雪人士及其裝備上山的運輸系統，大多數設置於滑雪場內，是需要繳費的服務。世界上第一套滑雪索道系統於1908年在德國艾森巴赫建造。

## 种类介绍
- 架空索道
- 拖牵索道
- 魔毯